# Universidade de São Paulo

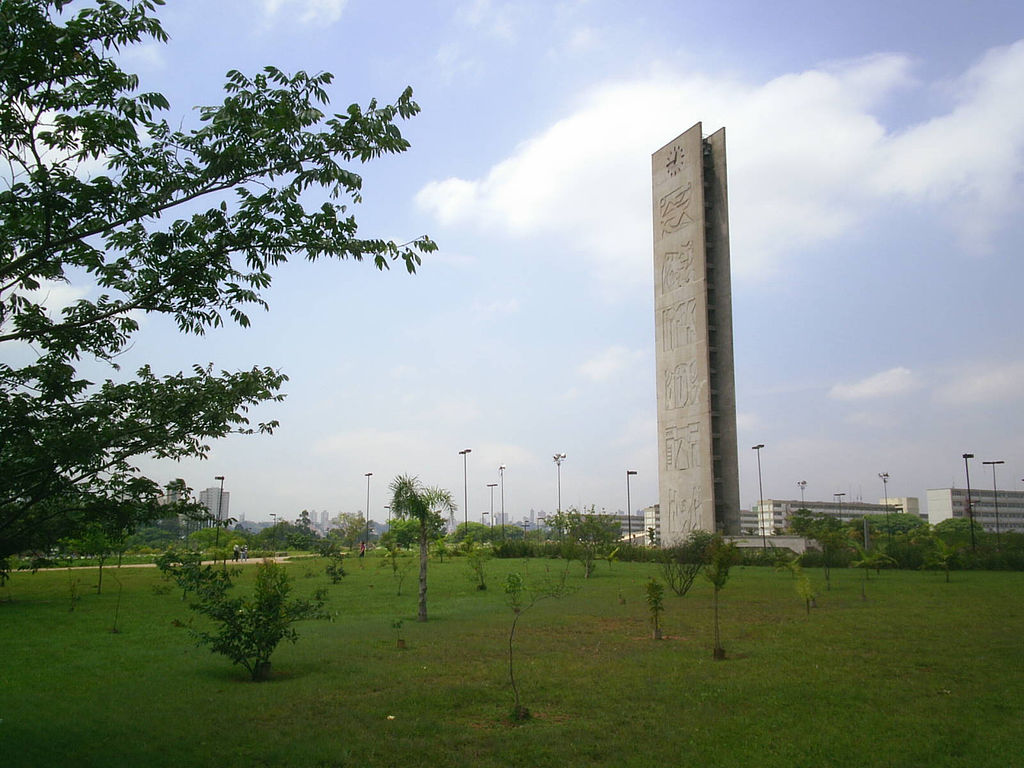
Torre dell'orologio

L'Università di San Paolo (Universidade de São Paulo, sigla USP) è una delle tre università pubbliche dello stato di San Paolo in Brasile. L'USP, con circa 75 000 studenti iscritti, è una delle più grandi università dell'America Latina.

## Storia
L'Universidade de São Paulo è nata nel 1934 dall'unione delle neonate facoltà di Filosofia, Scienze e Lettere (Faculdade de Filosofia, Ciências e Letras, FFCL), con il Politecnico di São Paulo, l'Escola Superior de Agricultura Luiz de Queiroz, la Facoltà di Medicina e Chirurgia, la Facoltà di Giurisprudenza e la Facoltà di Farmacia e Odontoiatria. Le lezioni vengono impartite in undici sedi: quattro nella città di San Paolo, due nella città di São Carlos, e le rimanenti nelle città di Bauru, Lorena, Piracicaba, Pirassununga e Ribeirão Preto.

## Facoltà di architettura e urbanistica
Dalla facoltà di architettura e urbanistica (in portoghese Faculdade de Arquitetura e Urbanismo da Universidade de São Paulo, in sigla FAUUSP) negli anni 1960 emerse una corrente di notevole importanza per l'architettura brasiliana, il cui caposcuola riconosciuto era João Batista Vilanova Artigas. Dalla facoltà infatti uscirono architetti come Sérgio Ferro, Rodrigo Lefèvre e Flávio Império, che costituirono il gruppo Arquitetura Nova.